# Proletarskij (Oblast' di Mosca)
Proletarskij (in russo Пролетарский?) è una cittadina della Russia europea centrale, situata nell'oblast' di Mosca. Apparteneva amministrativamente al Serpuchovskij rajon.
Sorge nella parte meridionale dell'oblast', sul fiume Nara, 20 chilometri a nord di Serpuchov.